# Viettel
Viettel – wietnamski dostawca usług telekomunikacyjnych z siedzibą w Hanoi. Przedsiębiorstwo zostało założone w 1989 roku.
Jest właścicielem największej sieci telefonii 3G w Wietnamie.